# LATAM Cargo Brasil

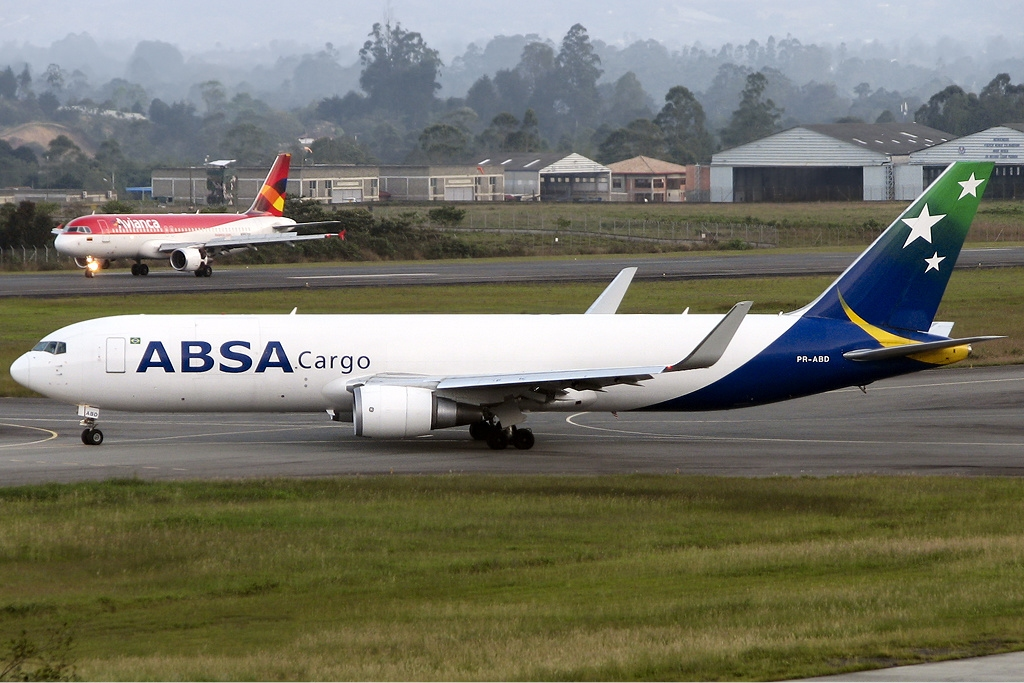
Boeing 767-300ERF авиакомпании ABSA Cargo в международном аэропорту имени Хосе Мария Кордовы (Медельин, 2011 год)

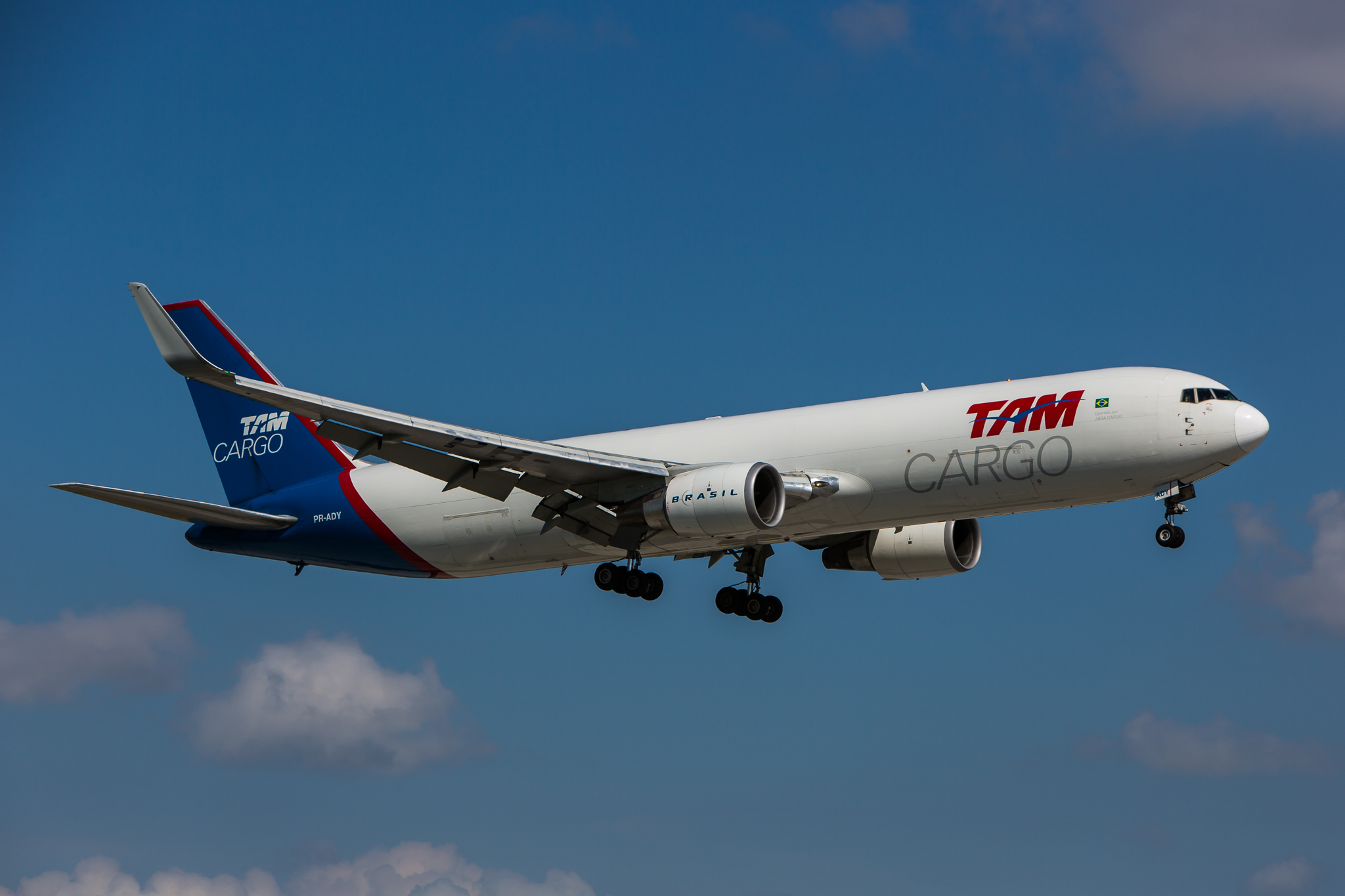
Boeing 767-300ERF авиакомпании в прежней ливрее TAM Cargo

логотип TAM Cargo

LATAM Cargo Brasil (ранее работавшая под торговыми марками TAM Cargo и ABSA Cargo Airline) — грузовая авиакомпания Бразилии со штаб-квартирой в Кампинасе, работающая в сфере регулярных перевозок по Латинской Америке, между Бразилией и США, а также оказывающая услуги грузовых чартеров. Порт приписки авиакомпании — международный аэропорт Виракопус.
LATAM Cargo Brasil является дочерним предприятием транснационального холдинга LATAM Airlines Group.

## История
Авиакомпания «Brasil Transair — Transportes Charter Turismo» была основана 2 июня 1995 года.
В ноябре 2001 года чилийский флагманский перевозчик LAN Airlines приобрёл бо́льшую часть собственности бразильской авиакомпании, которая затем была переименована в ABSA — Aerolinhas Brasileiras S.A. и вошла в состав холдинга LAN Chile Group. В марте 2007 года собственниками ABSA являлись LAN Airlines (74 %), гендиректор Йохманн (13 %) и компания TADEF (13 %). В штате работало 285 сотрудников.
В июле 2012 года авиакомпания сменила официальное название на TAM Cargo после слияния TAM Airlines с LAN Airlines и для последующего формирования холдинга LATAM Airlines Group. В 2016 году, уже находясь в составе холдинга LATAM, перевозчик очередной раз изменил своё название на действующее в настоящее время LATAM Cargo Brasil.

## Маршрутная сеть
В апреле 2021 года маршрутная сеть регулярных перевозок LATAM Cargo Brasil включала следующие пункты назначения:
| Страна   | Город        | Аэропорт                                                       | Примечания |
| -------- | ------------ | -------------------------------------------------------------- | ---------- |
| Бразилия | Бразилиа     | международный аэропорт Бразилиа                                |            |
| Бразилия | Кампинас     | международный аэропорт Виракопус                               | хаб        |
| Бразилия | Куритиба     | международный аэропорт имени Афонсу Пена                       |            |
| Бразилия | Форталеза    | международный аэропорт имени Пинту Мартинса                    |            |
| Бразилия | Порту-Алегри | международный аэропорт имени Сальгаду Филью                    |            |
| Бразилия | Ресифи       | vеждународный аэропорт Гуарарапис/Ресифи имени Жилберту Фрейре |            |
| Бразилия | Сан-Паулу    | международный аэропорт Гуарульюс                               |            |
| США      | Майами       | международный аэропорт Майами                                  |            |

## Флот

### Текущий
В августе 2019 года воздушный флот авиакомпании LATAM Cargo Brasil составляли следующие самолёты:
| Тип самолёта      | В эксплуатации | Заказано | Примечания |
| ----------------- | -------------- | -------- | ---------- |
| Boeing 767-300ERF | 3              | —        |            |
| Всего             | 3              | —        |            |

### Прежний
Ранее авиакомпании эксплуатировала следующие воздушные суда:
| Тип самолёта     | Всего | Год ввода | Год вывода | Примечания |
| ---------------- | ----- | --------- | ---------- | ---------- |
| Douglas DC-8-60F | 1     | 2001      | 2002       | PR-ABA     |
| Douglas DC-8-70F | 1     | 1996      | 2000       | PP-ABS     |